# 梁维东
梁维东（1962年10月—），男，汉族，广东佛山人，中华人民共和国政治人物。暨南大学侨务干部专修科毕业，大專畢業。1997年6月至1999年3月在澳大利亚莫道克大学香港班工商管理硕士学位课程班学习，取得硕士学位。現任廣東省政协常务委员兼经济委员会主任。

## 生平
1981年7月参加工作，1984年11月加入中国共产党。曾任中共佛山市禅城区委副书记、区长，中共佛山市顺德区委副书记、区长。2011年4月，任中共佛山市委常委、顺德区委书记、顺德职业技术学院党委书记。2014年11月，任中共佛山市委常委、中共佛山市南海区委书记。
2016年4月，任中共东莞市委副书记、东莞市人民政府副市长和代理市长（2016年5月正式当选市长）。2018年2月24日，当选为第十三届全国人大代表。2018年3月，不再担任东莞市人民政府市长，改任中共东莞市委书记和东莞市人大常委会主任。2021年5月，不再担任中共东莞市委书记。2022年1月，不再担任东莞市人大常委会主任，改任廣東省政协常务委员兼经济委员会主任。